# Hendrik de Zeevaarder

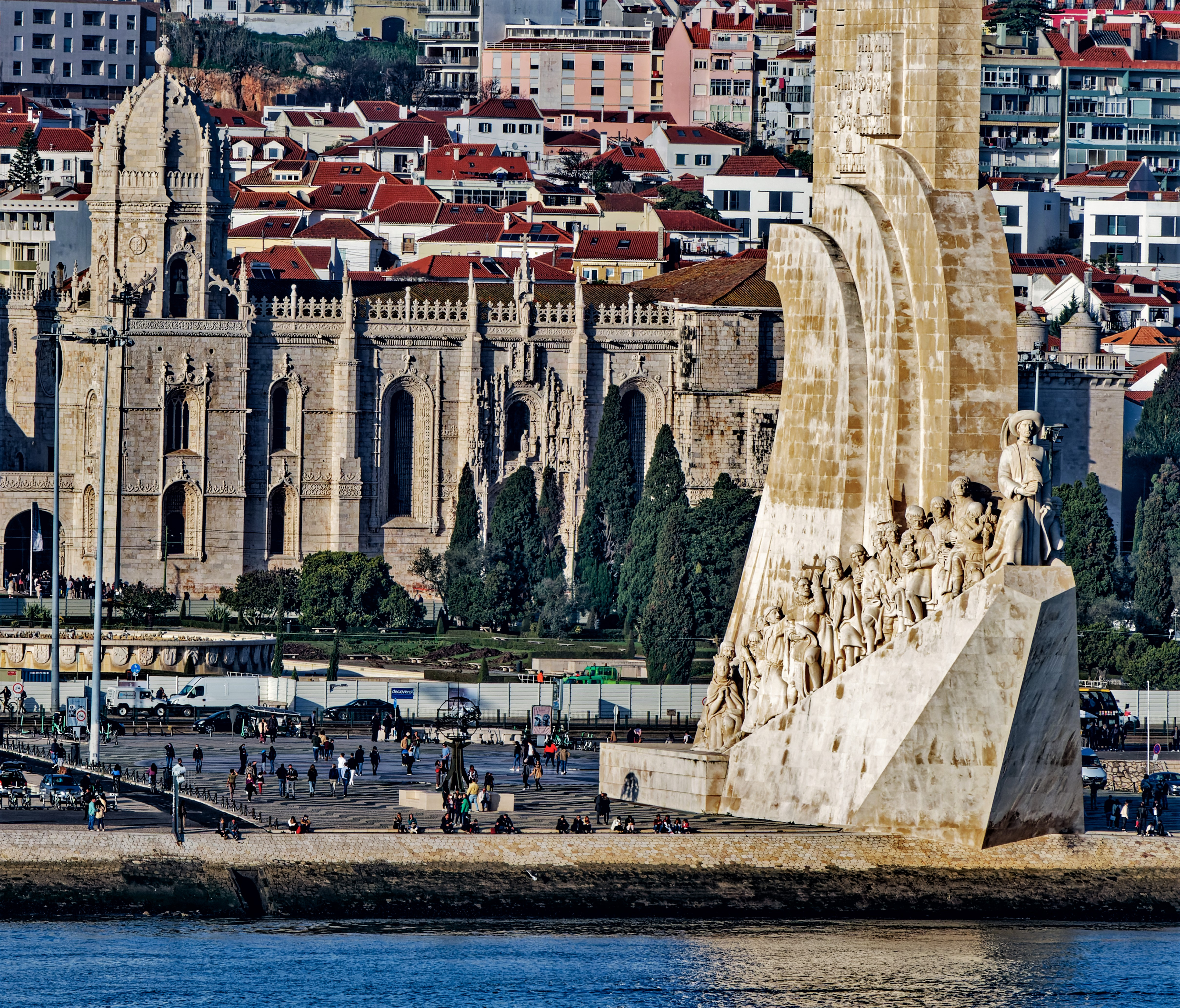
Hendrik op het Padrão dos Descobrimentos in Lissabon (1960)

Hendrik de Zeevaarder (Porto, 4 maart 1394 – Sagres, 13 november 1460) was de derde zoon van koning Johan I van Portugal en Filippa van Lancaster. Hoewel zijn bijnaam anders doet vermoeden, was hij zelf geen groot reiziger. Hij was de initiator en financier van veel reizen, die de aanzet gaven tot het Portugese wereldrijk. Zijn overzeese ambities waren divers en potentieel complementair: een kruistocht tegen de moslims in Marokko, exploratie van West-Afrika, verovering van de Canarische eilanden en kolonisatie van onbewoonde archipels in de Atlantische Oceaan. Zijn levenslange obsessies waren ridderschap en kruisvaart.

## De verovering van Ceuta
In 1415 onderscheidden Hendrik en zijn broers zich door de Portugese verovering van Ceuta, een Moorse stad in het noorden van het huidige Marokko. De stad was rijk geworden doordat zij het eindpunt was van handelskaravanen uit West-Afrika. Na de verovering door de christenen droogde deze bron op. Hendrik was van mening dat de Portugezen zelf naar de bronnen van het goud en de slaven moesten varen, om zo de handel in handen te krijgen. Een andere aansporing voor hem was het idee van een kruistocht tegen de moslims. Door zuidwaarts te gaan tot voorbij de islamitische gebieden, konden de christenen de moslims in de tang nemen. En wellicht zou hij erin slagen een verbond te sluiten met priester Johannes, een legendarische machtige christelijke priester-koning, waarvan men geloofde dat hij ergens in het binnenland van Afrika regeerde.

## Ontdekkingsreizen
Hendrik werd grootmeester van de rijke Orde van Christus en vestigde in Sagres, nabij Kaap St. Vincent. Daar trok hij in 1419 de cartograaf Jehoeda Cresques aan. Vanuit Lagos werden expedities uitgezonden. Het onderzoeken van de Afrikaanse kust zuidwaarts bleek moeilijk. De Portugese zeevaarders hadden grote angst voor de zeeën voorbij Kaap Bojador, een landtong aan de kust van de Sahara 200 km zuidelijk van de Canarische Eilanden. Er deden allerlei verhalen de ronde: de kaap zou zich net onder de oppervlakte mijlenver in zee uitstrekken en het varen onmogelijk maken. Het land zou dor en levenloos zijn. En er waren geruchten dat de zee er kokend heet was. Veel van de door Hendrik uitgezonden expedities hadden een ander doel: kolonisatie op de Canarische Eilanden of kruistochten tegen de moslims in Noord-Afrika.
Toch brachten deze eerste jaren ontdekkingen: João Gonçalves Zarco en Tristão Vaz Teixeira herontdekten in 1418 Porto Santo, wat leidde tot Portugese kolonisatie van dit eiland en Madeira. Ook de Azoren werden, ergens in de jaren 30, door leden van Hendriks expedities ontdekt en gekoloniseerd.
In 1433 werd een dienaar van Hendrik, Gil Eanes, uitgezonden naar Kaap Bojador. Ook hij faalde, maar dit keer liet Hendrik het er niet bij zitten. Eanes werd uitgefoeterd voor het geloof in de diverse verhalen, en met de belofte van rijke beloning als hij zou slagen werd hij het volgende jaar opnieuw uitgezonden. Dit keer slaagde Eanes. Voorbij de kaap zag hij geen sporen van menselijke bewoning, maar nam wel enkele plantjes (roos van Jericho) mee terug naar Portugal.
Hiermee was de beslissende stap gezet, en in de volgende jaren kwamen Hendriks mannen stukje bij beetje steeds verder. Eanes en Afonso Gonçalves Baldaya kwamen in 1435 tot zo'n 200 km voorbij Kaap Bojador, in 1436 bereikte Baldaya Rio de Oro, en kwam tot 20°46' NB. Hierna kwam er echter een kink in de kabel. In 1437 ondernamen de Portugezen een militaire actie tegen Tanger. Deze verliep rampzalig. De Portugezen werden gedwongen Ceuta terug te geven en Hendriks jongste broer Fernando werd gevangengenomen als gijzelaar. De paus was echter van mening dat een christelijke stad (wat Ceuta geworden was) nooit aan ongelovigen kon worden teruggegeven, en Hendrik was ook niet geneigd de stad op te geven, met als gevolg dat Fernando in gevangenschap bleef tot hij in Fez overleed. Daarna overleed koning Duarte, Hendriks broer, en ontstonden er discussies over de vraag wie als regent voor diens minderjarige zoon Alfons zou optreden. Pas toen dat was opgelost, kon Hendrik zich weer met Afrika bezighouden. Door de nederlaag in Tanger kon hij alle aandacht daaraan wijden.
In 1441 werden de expedities langs de kust van Afrika voortgezet. Antão Gonçalves en Nuño Tristão vingen een aantal inwoners van het land en brachten ze naar Portugal. Onder hen was een stamhoofd, Adahu die moslim was en de taal van de Moren sprak. Tristão voer hierna nog verder, en bereikte Branco. Adahu werd in 1443 teruggebracht en geruild tegen tien andere slaven. In datzelfde jaar bereikte Tristão het eiland Arguin, en ving nog meer slaven. Hiermee begon een bloeiende slavenhandel tussen Portugal en West-Afrika. In 1448 werd op Arguin een fort gebouwd, dat een centrum van de slavenhandel werd. Graan en stoffen werden geruild tegen slaven en goud.
Ook de ontdekkingsreizen gingen door. In 1445 bereikte Dinis Dias de Sénégal en Kaap Verde. In 1446 kwam Tristão tot aan de Geba, waarbij hij merkte dat het land weer vruchtbaarder werd dan de tot dan toe bevaren woestijnkust. Hij kwam om in een slavenjacht. Hetzelfde jaar bereikte Alvaro Fernandes het huidige Sierra Leone.
In 1448 kwam het tot een burgeroorlog in Portugal, tussen koning Alfons V en diens regent Peter van Portugal, neef en broer van Hendrik. Alfons wist deze te winnen, Hendrik hield zich afzijdig. Toen deze zaak was opgelost, was het vervolgens een strijd met Castilië over de Canarische Eilanden die verdere ontdekkingstochten onmogelijk maakte. Pas na 1455 was dit weer mogelijk.
Ten tijde van Hendriks dood in 1460 was, voor zover bekend, het verst bereikte punt Kaap Palmas bereikt door Diogo Gomes in 1458. Ook de eilanden van de archipel Kaapverdië werden rond 1455 ontdekt. Een verslag over de situatie in West-Afrika in deze laatste jaren van Hendrik de Zeevaarder werd geleverd door de Venetiaanse handelaar Alvise da Cadamosto.

## Kwartierstaat (voorouders)
| Alfons IV van Portugal (1391-1357) | Alfons IV van Portugal (1391-1357) | Alfons IV van Portugal (1391-1357) | Alfons IV van Portugal (1391-1357) | Alfons IV van Portugal (1391-1357) | Alfons IV van Portugal (1391-1357) | Beatrix van Castilië (1293-1359) | Beatrix van Castilië (1293-1359) | Beatrix van Castilië (1293-1359) | Beatrix van Castilië (1293-1359) | Beatrix van Castilië (1293-1359) | Beatrix van Castilië (1293-1359) |                                  |                                  | Lourenço Martins                 | Lourenço Martins                 | Lourenço Martins               | Lourenço Martins               | Lourenço Martins               | Lourenço Martins               | Sancha Martins                 | Sancha Martins                 | Sancha Martins | Sancha Martins | Sancha Martins                    | Sancha Martins                    |                                   |                                   | Eduard III van Engeland (1312-1377) | Eduard III van Engeland (1312-1377) | Eduard III van Engeland (1312-1377) | Eduard III van Engeland (1312-1377) | Eduard III van Engeland (1312-1377) | Eduard III van Engeland (1312-1377) | Filippa van Henegouwen (1314-1369) | Filippa van Henegouwen (1314-1369) | Filippa van Henegouwen (1314-1369) | Filippa van Henegouwen (1314-1369) | Filippa van Henegouwen (1314-1369) | Filippa van Henegouwen (1314-1369) |                                   |                                   | Hendrik van Grosmont (1300-1361)  | Hendrik van Grosmont (1300-1361)  | Hendrik van Grosmont (1300-1361)  | Hendrik van Grosmont (1300-1361)  | Hendrik van Grosmont (1300-1361)  | Hendrik van Grosmont (1300-1361)  | Isabel van Beaumont (1315-ná 1356) | Isabel van Beaumont (1315-ná 1356) | Isabel van Beaumont (1315-ná 1356) | Isabel van Beaumont (1315-ná 1356) | Isabel van Beaumont (1315-ná 1356) | Isabel van Beaumont (1315-ná 1356) |  |  |  |  |  |  |  |  |  |  |  |  |  |  |  |  |  |  |  |  |  |  |  |  |  |  |  |  |  |  |  |  |  |  |  |  |  |  |  |  |  |  |  |  |  |  |  |  |
| Alfons IV van Portugal (1391-1357) | Alfons IV van Portugal (1391-1357) | Alfons IV van Portugal (1391-1357) | Alfons IV van Portugal (1391-1357) | Alfons IV van Portugal (1391-1357) | Alfons IV van Portugal (1391-1357) | Beatrix van Castilië (1293-1359) | Beatrix van Castilië (1293-1359) | Beatrix van Castilië (1293-1359) | Beatrix van Castilië (1293-1359) | Beatrix van Castilië (1293-1359) | Beatrix van Castilië (1293-1359) |                                  |                                  | Lourenço Martins                 | Lourenço Martins                 | Lourenço Martins               | Lourenço Martins               | Lourenço Martins               | Lourenço Martins               | Sancha Martins                 | Sancha Martins                 | Sancha Martins | Sancha Martins | Sancha Martins                    | Sancha Martins                    |                                   |                                   | Eduard III van Engeland (1312-1377) | Eduard III van Engeland (1312-1377) | Eduard III van Engeland (1312-1377) | Eduard III van Engeland (1312-1377) | Eduard III van Engeland (1312-1377) | Eduard III van Engeland (1312-1377) | Filippa van Henegouwen (1314-1369) | Filippa van Henegouwen (1314-1369) | Filippa van Henegouwen (1314-1369) | Filippa van Henegouwen (1314-1369) | Filippa van Henegouwen (1314-1369) | Filippa van Henegouwen (1314-1369) |                                   |                                   | Hendrik van Grosmont (1300-1361)  | Hendrik van Grosmont (1300-1361)  | Hendrik van Grosmont (1300-1361)  | Hendrik van Grosmont (1300-1361)  | Hendrik van Grosmont (1300-1361)  | Hendrik van Grosmont (1300-1361)  | Isabel van Beaumont (1315-ná 1356) | Isabel van Beaumont (1315-ná 1356) | Isabel van Beaumont (1315-ná 1356) | Isabel van Beaumont (1315-ná 1356) | Isabel van Beaumont (1315-ná 1356) | Isabel van Beaumont (1315-ná 1356) |  |  |  |  |  |  |  |  |  |  |  |  |  |  |  |  |  |  |  |  |  |  |  |  |  |  |  |  |  |  |  |  |  |  |  |  |  |  |  |  |  |  |  |  |  |  |  |  |
|                                    |                                    |                                    |                                    |                                    |                                    |                                  |                                  |                                  |                                  |                                  |                                  |                                  |                                  |                                  |                                  |                                |                                |                                |                                |                                |                                |                |                |                                   |                                   |                                   |                                   |                                     |                                     |                                     |                                     |                                     |                                     |                                    |                                    |                                    |                                    |                                    |                                    |                                   |                                   |                                   |                                   |                                   |                                   |                                   |                                   |                                    |                                    |                                    |                                    |                                    |                                    |  |  |  |  |  |  |  |  |  |  |  |  |  |  |  |  |  |  |  |  |  |  |  |  |  |  |  |  |  |  |  |  |  |  |  |  |  |  |  |  |  |  |  |  |  |  |  |  |
|                                    |                                    |                                    |                                    | Peter I van Portugal (1320-1367)   | Peter I van Portugal (1320-1367)   | Peter I van Portugal (1320-1367) | Peter I van Portugal (1320-1367) | Peter I van Portugal (1320-1367) | Peter I van Portugal (1320-1367) |                                  |                                  |                                  |                                  |                                  |                                  | Teresa Lourenço (1330-?)       | Teresa Lourenço (1330-?)       | Teresa Lourenço (1330-?)       | Teresa Lourenço (1330-?)       | Teresa Lourenço (1330-?)       | Teresa Lourenço (1330-?)       |                |                |                                   |                                   |                                   |                                   |                                     |                                     |                                     |                                     | Jan van Gent (1340-1399)            | Jan van Gent (1340-1399)            | Jan van Gent (1340-1399)           | Jan van Gent (1340-1399)           | Jan van Gent (1340-1399)           | Jan van Gent (1340-1399)           |                                    |                                    |                                   |                                   |                                   |                                   | Blanche van Lancaster (1345-1369) | Blanche van Lancaster (1345-1369) | Blanche van Lancaster (1345-1369) | Blanche van Lancaster (1345-1369) | Blanche van Lancaster (1345-1369)  | Blanche van Lancaster (1345-1369)  |                                    |                                    |                                    |                                    |  |  |  |  |  |  |  |  |  |  |  |  |  |  |  |  |  |  |  |  |  |  |  |  |  |  |  |  |  |  |  |  |  |  |  |  |  |  |  |  |  |  |  |  |  |  |  |  |
|                                    |                                    |                                    |                                    | Peter I van Portugal (1320-1367)   | Peter I van Portugal (1320-1367)   | Peter I van Portugal (1320-1367) | Peter I van Portugal (1320-1367) | Peter I van Portugal (1320-1367) | Peter I van Portugal (1320-1367) |                                  |                                  |                                  |                                  |                                  |                                  | Teresa Lourenço (1330-?)       | Teresa Lourenço (1330-?)       | Teresa Lourenço (1330-?)       | Teresa Lourenço (1330-?)       | Teresa Lourenço (1330-?)       | Teresa Lourenço (1330-?)       |                |                |                                   |                                   |                                   |                                   |                                     |                                     |                                     |                                     | Jan van Gent (1340-1399)            | Jan van Gent (1340-1399)            | Jan van Gent (1340-1399)           | Jan van Gent (1340-1399)           | Jan van Gent (1340-1399)           | Jan van Gent (1340-1399)           |                                    |                                    |                                   |                                   |                                   |                                   | Blanche van Lancaster (1345-1369) | Blanche van Lancaster (1345-1369) | Blanche van Lancaster (1345-1369) | Blanche van Lancaster (1345-1369) | Blanche van Lancaster (1345-1369)  | Blanche van Lancaster (1345-1369)  |                                    |                                    |                                    |                                    |  |  |  |  |  |  |  |  |  |  |  |  |  |  |  |  |  |  |  |  |  |  |  |  |  |  |  |  |  |  |  |  |  |  |  |  |  |  |  |  |  |  |  |  |  |  |  |  |
|                                    |                                    |                                    |                                    |                                    |                                    |                                  |                                  |                                  |                                  | Johan I van Portugal (1357-1433) | Johan I van Portugal (1357-1433) | Johan I van Portugal (1357-1433) | Johan I van Portugal (1357-1433) | Johan I van Portugal (1357-1433) | Johan I van Portugal (1357-1433) |                                |                                |                                |                                |                                |                                |                |                |                                   |                                   |                                   |                                   |                                     |                                     |                                     |                                     |                                     |                                     |                                    |                                    |                                    |                                    | Filippa van Lancaster (1359-1415)  | Filippa van Lancaster (1359-1415)  | Filippa van Lancaster (1359-1415) | Filippa van Lancaster (1359-1415) | Filippa van Lancaster (1359-1415) | Filippa van Lancaster (1359-1415) |                                   |                                   |                                   |                                   |                                    |                                    |                                    |                                    |                                    |                                    |  |  |  |  |  |  |  |  |  |  |  |  |  |  |  |  |  |  |  |  |  |  |  |  |  |  |  |  |  |  |  |  |  |  |  |  |  |  |  |  |  |  |  |  |  |  |  |  |
|                                    |                                    |                                    |                                    |                                    |                                    |                                  |                                  |                                  |                                  | Johan I van Portugal (1357-1433) | Johan I van Portugal (1357-1433) | Johan I van Portugal (1357-1433) | Johan I van Portugal (1357-1433) | Johan I van Portugal (1357-1433) | Johan I van Portugal (1357-1433) |                                |                                |                                |                                |                                |                                |                |                |                                   |                                   |                                   |                                   |                                     |                                     |                                     |                                     |                                     |                                     |                                    |                                    |                                    |                                    | Filippa van Lancaster (1359-1415)  | Filippa van Lancaster (1359-1415)  | Filippa van Lancaster (1359-1415) | Filippa van Lancaster (1359-1415) | Filippa van Lancaster (1359-1415) | Filippa van Lancaster (1359-1415) |                                   |                                   |                                   |                                   |                                    |                                    |                                    |                                    |                                    |                                    |  |  |  |  |  |  |  |  |  |  |  |  |  |  |  |  |  |  |  |  |  |  |  |  |  |  |  |  |  |  |  |  |  |  |  |  |  |  |  |  |  |  |  |  |  |  |  |  |
|                                    |                                    |                                    |                                    |                                    |                                    |                                  |                                  |                                  |                                  |                                  |                                  |                                  |                                  |                                  |                                  |                                |                                |                                |                                |                                |                                |                |                |                                   |                                   |                                   |                                   |                                     |                                     |                                     |                                     |                                     |                                     |                                    |                                    |                                    |                                    |                                    |                                    |                                   |                                   |                                   |                                   |                                   |                                   |                                   |                                   |                                    |                                    |                                    |                                    |                                    |                                    |  |  |  |  |  |  |  |  |  |  |  |  |  |  |  |  |  |  |  |  |  |  |  |  |  |  |  |  |  |  |  |  |  |  |  |  |  |  |  |  |  |  |  |  |  |  |  |  |
|                                    |                                    |                                    |                                    |                                    |                                    |                                  |                                  |                                  |                                  |                                  |                                  |                                  |                                  |                                  |                                  |                                |                                |                                |                                |                                |                                |                |                |                                   |                                   |                                   |                                   |                                     |                                     |                                     |                                     |                                     |                                     |                                    |                                    |                                    |                                    |                                    |                                    |                                   |                                   |                                   |                                   |                                   |                                   |                                   |                                   |                                    |                                    |                                    |                                    |                                    |                                    |  |  |  |  |  |  |  |  |  |  |  |  |  |  |  |  |  |  |  |  |  |  |  |  |  |  |  |  |  |  |  |  |  |  |  |  |  |  |  |  |  |  |  |  |  |  |  |  |
| Alfons van Portugal (1390-1400)    | Alfons van Portugal (1390-1400)    | Alfons van Portugal (1390-1400)    | Alfons van Portugal (1390-1400)    | Alfons van Portugal (1390-1400)    | Alfons van Portugal (1390-1400)    |                                  |                                  | Eduard van Portugal (1391-1438)  | Eduard van Portugal (1391-1438)  | Eduard van Portugal (1391-1438)  | Eduard van Portugal (1391-1438)  | Eduard van Portugal (1391-1438)  | Eduard van Portugal (1391-1438)  |                                  |                                  | Peter van Portugal (1392-1449) | Peter van Portugal (1392-1449) | Peter van Portugal (1392-1449) | Peter van Portugal (1392-1449) | Peter van Portugal (1392-1449) | Peter van Portugal (1392-1449) |                |                | Hendrik de Zeevaarder (1394-1460) | Hendrik de Zeevaarder (1394-1460) | Hendrik de Zeevaarder (1394-1460) | Hendrik de Zeevaarder (1394-1460) | Hendrik de Zeevaarder (1394-1460)   | Hendrik de Zeevaarder (1394-1460)   |                                     |                                     | Isabella van Portugal (1397-1472)   | Isabella van Portugal (1397-1472)   | Isabella van Portugal (1397-1472)  | Isabella van Portugal (1397-1472)  | Isabella van Portugal (1397-1472)  | Isabella van Portugal (1397-1472)  |                                    |                                    | Johan van Portugal (1400-1442)    | Johan van Portugal (1400-1442)    | Johan van Portugal (1400-1442)    | Johan van Portugal (1400-1442)    | Johan van Portugal (1400-1442)    | Johan van Portugal (1400-1442)    |                                   |                                   | Ferdinand van Portugal (1402-1442) | Ferdinand van Portugal (1402-1442) | Ferdinand van Portugal (1402-1442) | Ferdinand van Portugal (1402-1442) | Ferdinand van Portugal (1402-1442) | Ferdinand van Portugal (1402-1442) |  |  |  |  |  |  |  |  |  |  |  |  |  |  |  |  |  |  |  |  |  |  |  |  |  |  |  |  |  |  |  |  |  |  |  |  |  |  |  |  |  |  |  |  |  |  |  |  |

## Eerbetoon
Onder dictator Salazar huldigde Portugal in 1960 op de vijfhonderdste sterfdag van de prins het 56 meter hoge Padrão dos Descobrimentos in, dat Hendrik de Zeevaarder helemaal vooraan op de voorplecht plaatst. Hij werd datzelfde jaar ook geëerd met de instelling van een Orde van de Infant Dom Henrique.

## Voetnoten
1. ↑  David Abulafia, The Boundless Sea. A Human History of the Oceans, 2019, p. 481
2. ↑  David Abulafia, The Boundless Sea. A Human History of the Oceans, 2019, p. 484

- Bibsys: 17685
- Biblioteca Nacional de Chile: 000378612
- Biblioteca Nacional de España: XX1170430
- Bibliothèque nationale de France: cb11987029x (data)
- Catàleg d'autoritats de noms i títols de Catalunya: 981058512314906706
- Gemeinsame Normdatei: 118548247
- International Standard Name Identifier: 0000 0001 2134 6367
- Library of Congress Control Number: n79061324
- Bibliotheek van het Japanse parlement: 00620811
- Nationale Bibliotheek van Tsjechië: jo2018979334
- Nationale bibliotheek van Australië: 49682300
- Nationale Bibliotheek van Israël: 987007285217305171
- Nationale Bibliotheek van Polen: a0000002800533
- Nationale en Universitaire bibliotheek Zagreb: 000335146
- Nederlandse Thesaurus van Auteursnamen: 075164418
- Réseau des bibliothèques de Suisse occidentale: 02-A013894348
- Russische Staatsbibliotheek: 000012634
- LIBRIS: 211970
- SNAC: w6np5th5
- Système universitaire de documentation: 027934489
- Trove: 1493815
- Virtual International Authority File: 57888930
- WorldCat: E39PBJv4pQtGwKxrrMprCxyWXd